# Нориджский собор
Нориджский собор (англ. Norwich Cathedral), полностью Кафедральный собор Святой и Неделимой Троицы (англ. Cathedral Church of the Holy and Undivided Trinity) — англиканский готический собор в Норидже, графство Норфолк. Объект культурного наследия Англии 1-го класса, один из 12 объектов наследия на территории Нориджа (с 26 февраля 1954 года).
Строительство было начато в 1096 и завершено в 1145 году. Центральная башня в нормандском стиле была увенчана деревянным шпилем, покрытым свинцом. Восточная часть сооружения и шпиль с тех пор были перестроены, но после возведения каменного шпиля в 1480 году здание не подвергалось сколько-нибудь серьёзным изменениям.
По размеру клуатра Нориджский собор в Англии уступает лишь Солсберийскому, в нём насчитывается более тысячи замковых камней, в том числе несколько сотен резных и богато украшенных. Соборный двор является одним из крупнейших в Англии и одним из крупнейших в Европе, и в нём живёт больше людей, чем в любом другом. Шпиль высотой 315 футов (96 м) является вторым по высоте в Англии. Длина здания — 461 фут (141 м), ширина по трансептам — 177 футов (54 м). Нориджский собор был самым большим зданием в Восточной Англии.
Нориджский собор — один из трёх (вместе с Солсбери и Или) английских соборов, не имеющих звонницы.
Плата за посещение собора не взимается, пожертвования на содержание собора приветствуются.

## История
В 672 году архиепископ Кентерберийский Феодор разделил королевство Восточной Англии на два диоцеза: Норфолк с центром в Элмхеме и Суффолк с центром в Данвиче. Большую часть IX века из-за набегов викингов в Элмхеме не было епископа, а Данвичская епархия была упразднена, после чего Восточная Англия вновь стала единой епархией. После нормандского завоевания Англии центры многих епархий были перемещены в более укреплённые города, в том числе из Элмхема в Тетфорд в 1072 году, а из Тетфорда в Норидж в 1094. При новом соборе был бенедиктинский монастырь.
Ещё прежде перевода епархии в Тетфорд епископство за £1900 купил Герберт де Лозинья, и на его же средства строился нормандский собор в Норидже. Чтобы расчистить место для собора, снесён посёлок и две церкви англосаксонских времён. Строительство началось в 1096 году, а завершено между 1121 и 1145, и бо́льшая часть оригинальной постройки сохранилась. Здание построено из мелкозернистого песчаника на известковом растворе и облицовано кремовым канским известняком.  Для доставки камня по реке Уэнсам выкопан канал.
План церкви с нормандских времён не подвергался изменениям, за исключением добавленной с восточного конца капеллы. Неф церкви очень длинный, из 14 секций, трансепты не имеют боковых нефов, с восточного конца церковь завершается апсидой с обходной галереей. Из галереи открыт доступ в две капеллы необычной формы — в плане они представляют собой два пересекающихся круга, что позволяет правильно расположить алтари по сторонам света, в отличие от обычных капелл, венцом окружающих апсиду.
Последней стадией возведения нормандской постройки стала центральная башня (завершена около 1140 года), украшенная кругами, ромбами и переплетёнными аркадами. Современный шпиль построен в конце XV века.

### Позднее средневековье
В 1272 году, в ходе восстания, собор получил повреждения, а город выплатил тяжёлые штрафы, наложенные Генрихом III. Ремонт завершился в 1278 году, и на освящении (в первое воскресенье адвента) присутствовал Эдуард I.
Единственная в Англии двухъярусная галерея клуатра с более чем тысячей замковых камней начата в 1297 году, а завершена лишь в 1430 из-за Чёрной Смерти, опустошившей город. Клуатр повествует в камне о земной жизни Христа и грядущем апокалипсисе.
Оригинальный деревянный покрытый свинцом шпиль обрушился в 1362 году, повредив восточную половину собора, вследствие чего верхний ярус окон в ней был перестроен в перпендикулярном стиле. В XV—XVI веках прежние плоские деревянные перекрытия заменены каменными сводами: неф перекрывали при Уолтере Харте (епископ в 1446—†72), хоры при следующем епископе Джеймсе Голдуэлле (епископ в 1472—†99), а трансепты после 1520 года. Своды выполнены, как принято при Тюдорах, с сотнями резных, раскрашенных и позолоченных замко́в, чудом уцелевших от иконоборчества при Генрихе VIII и Кромвеле. Сюжеты замков в нефе посвящены истории мира с творения.
В 1463 году молния, ударившая в шпиль, вызвала столь сильный пожар, что в нефе кремовый известняк стал розовым. В 1480 году епископ Голдуэлл выстроил новый шпиль из кирпича, облицованный камнем, с опорой на кирпичные тромпы, устроенные в оригинальной башне. Высота этого шпиля 315 футов (96 м), что в Англии уступает лишь шпилю в Солсбери высотой 404 фута (123 м).

### XVII век
В начале XVII века собор уже стоял полузаброшенным, о чём свидетельствует Джон Косин, и епископ им не занимался. В 1643 году в ходе гражданской войны толпа пуритан разгромила здание, уничтожив всё, что они сочли символами католического обряда, и двадцать лет после этого собор оставался заброшен. Погромщики не преминули и воспользоваться мушкетами, одна пуля с тех пор так и застряла в стене. Епископ Нориджский Джозеф Холл пишет в книге «Суровые меры» (англ. Hard Measure):

Печально упоминать яростное поругание, которым руководили Линдси, шериф Тофт и Гринвуд: какой звон стоял стёкол, какой грохот обнажаемых стен и разбиваемых скульптур, треск сидений и скрежет железа и меди, выдираемых из окон и гробов! Как стёсывали гербы, ломали тонкую резьбу, которая не была символом чего бы то ни было, кроме богатства заказчика и мастерства каменщика! Как разломали новое распятие с кафедры во дворе. Как стонали трубы уничтожаемого органа! Как раздирали облачения и песенники, и богослужебные книги, и сожигали их на рыночной площади! Возглавляя ту процессию, шёл подлый оборванец с книгою, волоча ризу в грязи, коверкая мелодию и посягая на святые слова литании. А по указу собор потом заняли мушкетёры, пившие и курившие в нём, будто в кабаке.
Оригинальный текст (англ.)It is tragical to relate the furious sacrilege committed under the authority of Linsey, Tofts the sheriff, and Greenwood: what clattering of glasses, what beating down of walls, what tearing down of monuments, what pulling down of seats, and wresting out of irons and brass from the windows and graves; what defacing of arms, what demolishing of curious stone-work, that had not any representation in the world but of the cost of the founder and skill of the mason; what piping on the destroyed organ-pipes; vestments, both copes and surplices, together with the leaden cross which had been newly sawed down from over the greenyard pulpit, and the singing-books and service-books, were carried to the fire in the public market-place; a lewd wretch walking before the train in his cope trailing in the dirt, with a service-book in his hand, imitating in an impious scorn the tune, and usurping the words of the litany. The ordnance being discharged on the guild-day, the cathedral was filled with musketeers, drinking and tobacconing as freely as if it had turned ale-house.

Реставрация собора началась лишь после реставрации Стюартов.

### XIX—XXI века
Около 1830 года южный трансепт переделывал Энтони Сэлвин. В 1930—32 годах на месте Капеллы Девы XIII века, разобранной в конце XVII-го, новую каплеллу выстроил сэр Чарльз Николсон.
В 2004 году восстановлена на прежнем месте с южной стороны клуатра трапезная (победитель конкурса «National Wood Awards 2004»), проект выполнили «Hopkins Architects» и «Buro Happold». Новый странноприимный дом (хостел), также по проекту «Hopkins Architects», начат в апреле 2007 года после сбора £10 млн и открыт 4-го мая 2010 года Её Величеством и Герцогом Эдинбургским. В нём также проводятся выставки.
В 2017 году настоятель собора огласила, что на реставрацию органа и поддержку хора планируется выделить £2 млн.
В июле 2019 года внутри собора была возведена горка (Helter skelter) высотой 17 метров для привлечения посетителей и для рассматривания замков свода с более близкого расстояния. Реакция на это оказалась неоднозначной.

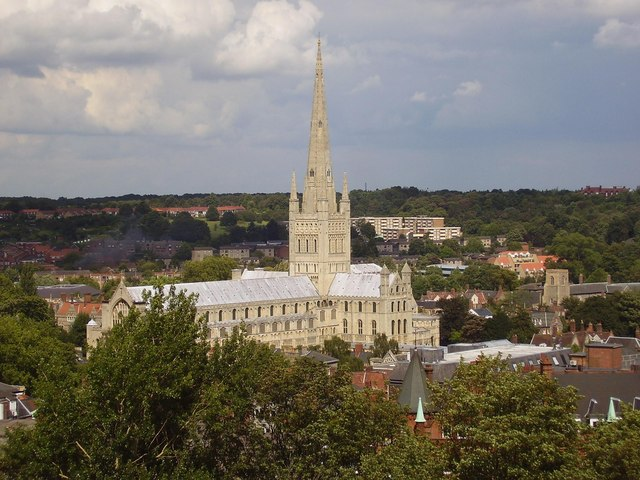
Вид от Нориджского замка
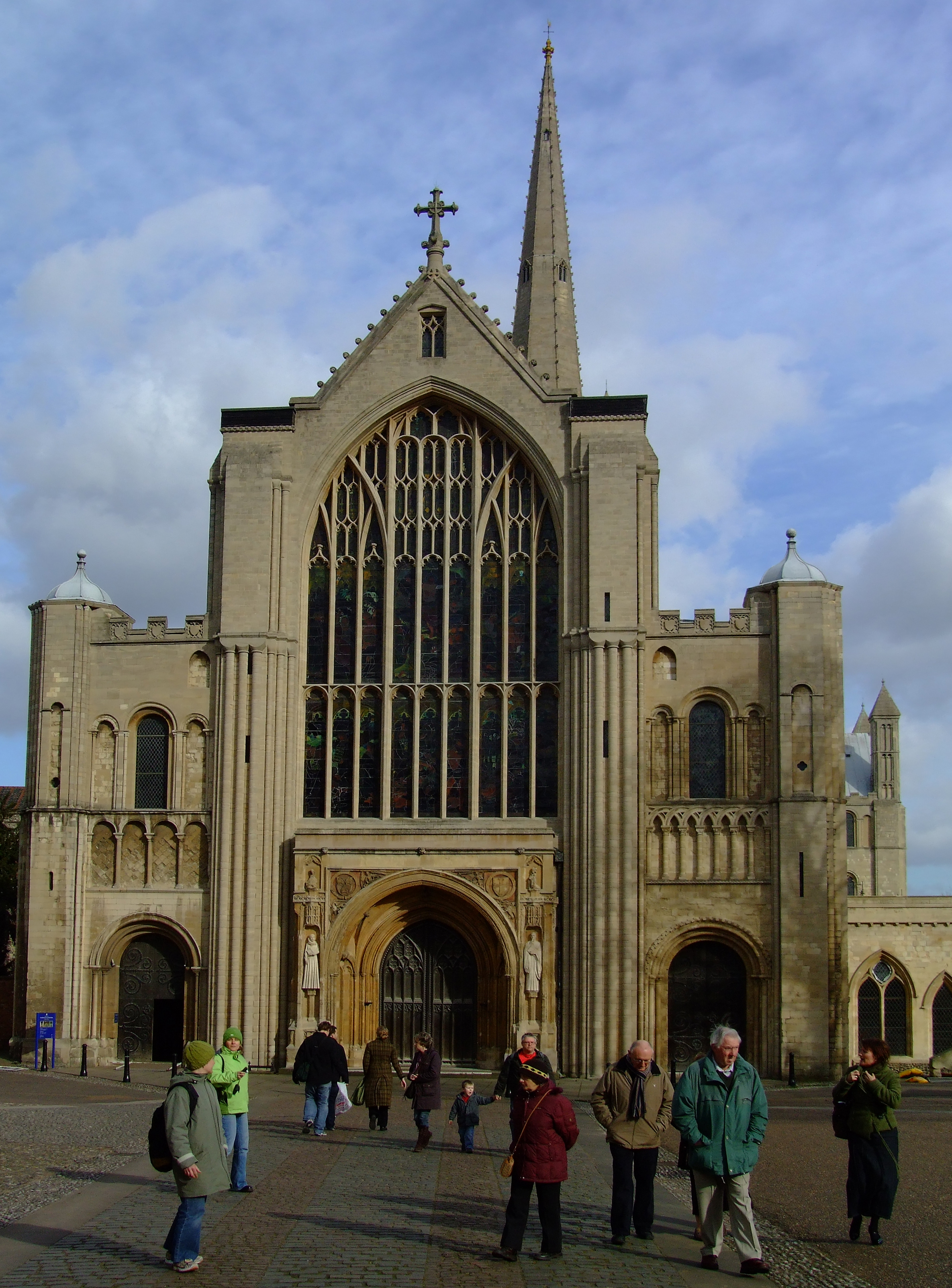
Западный фасад
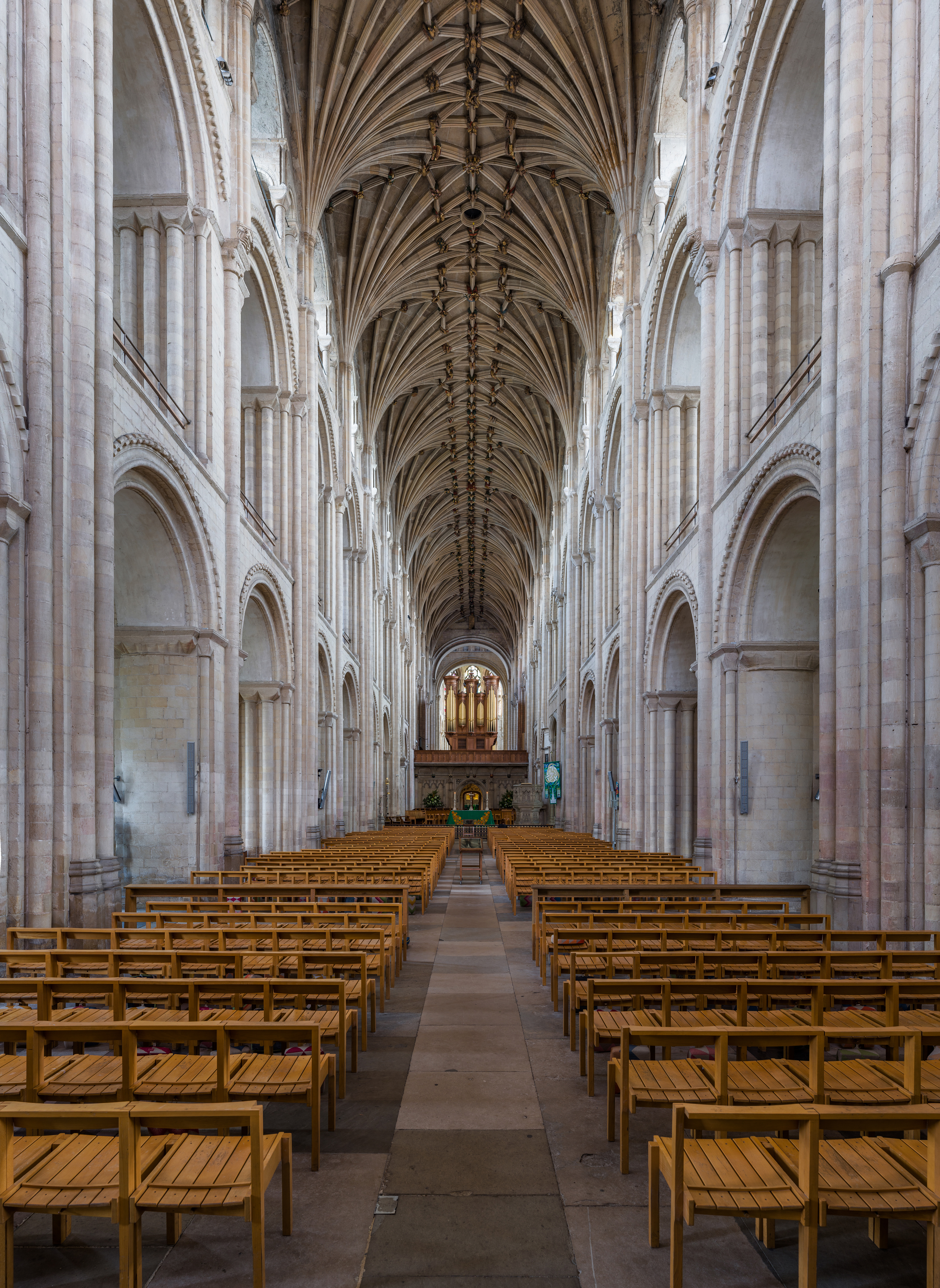
Неф
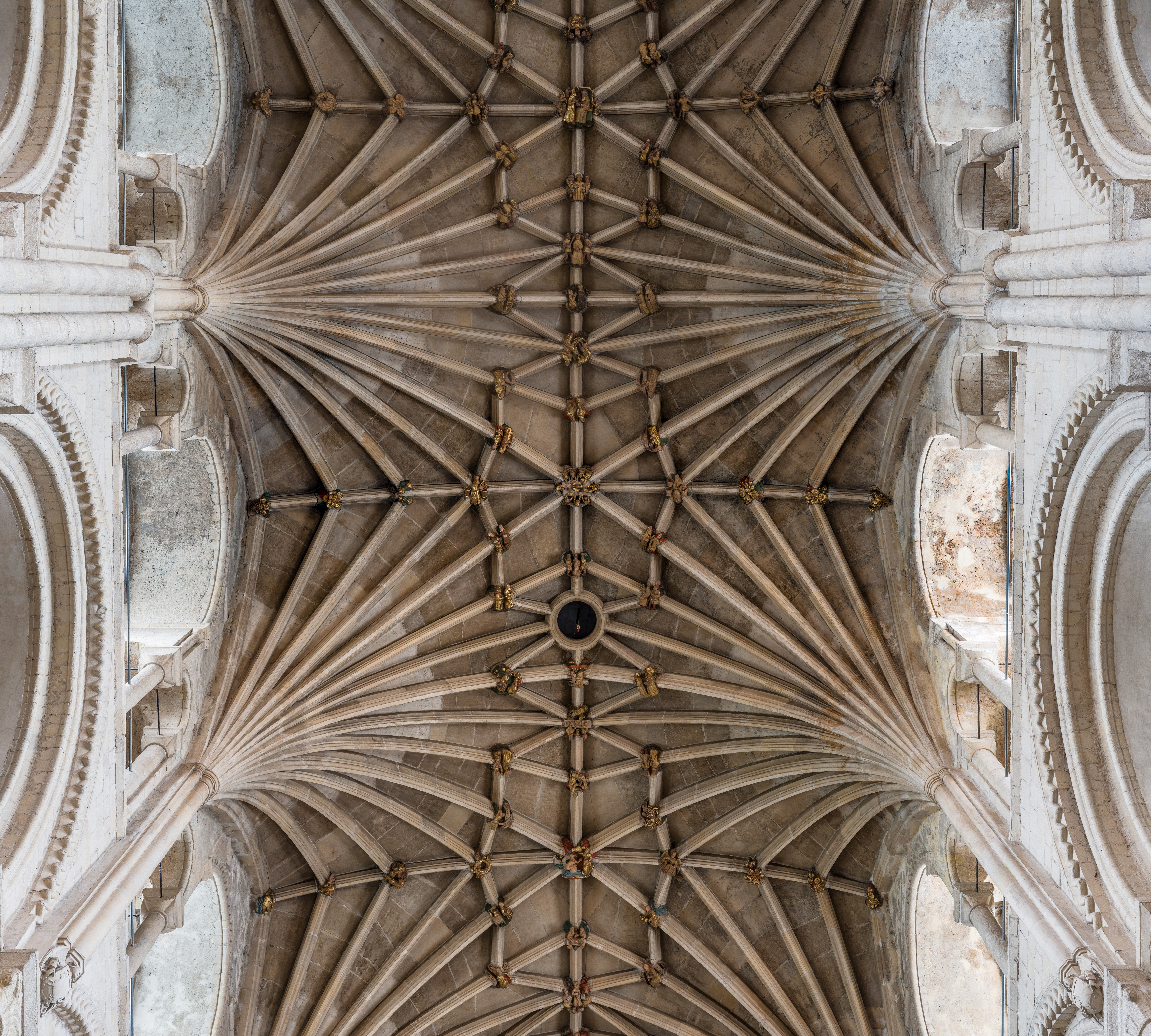
Своды нефа
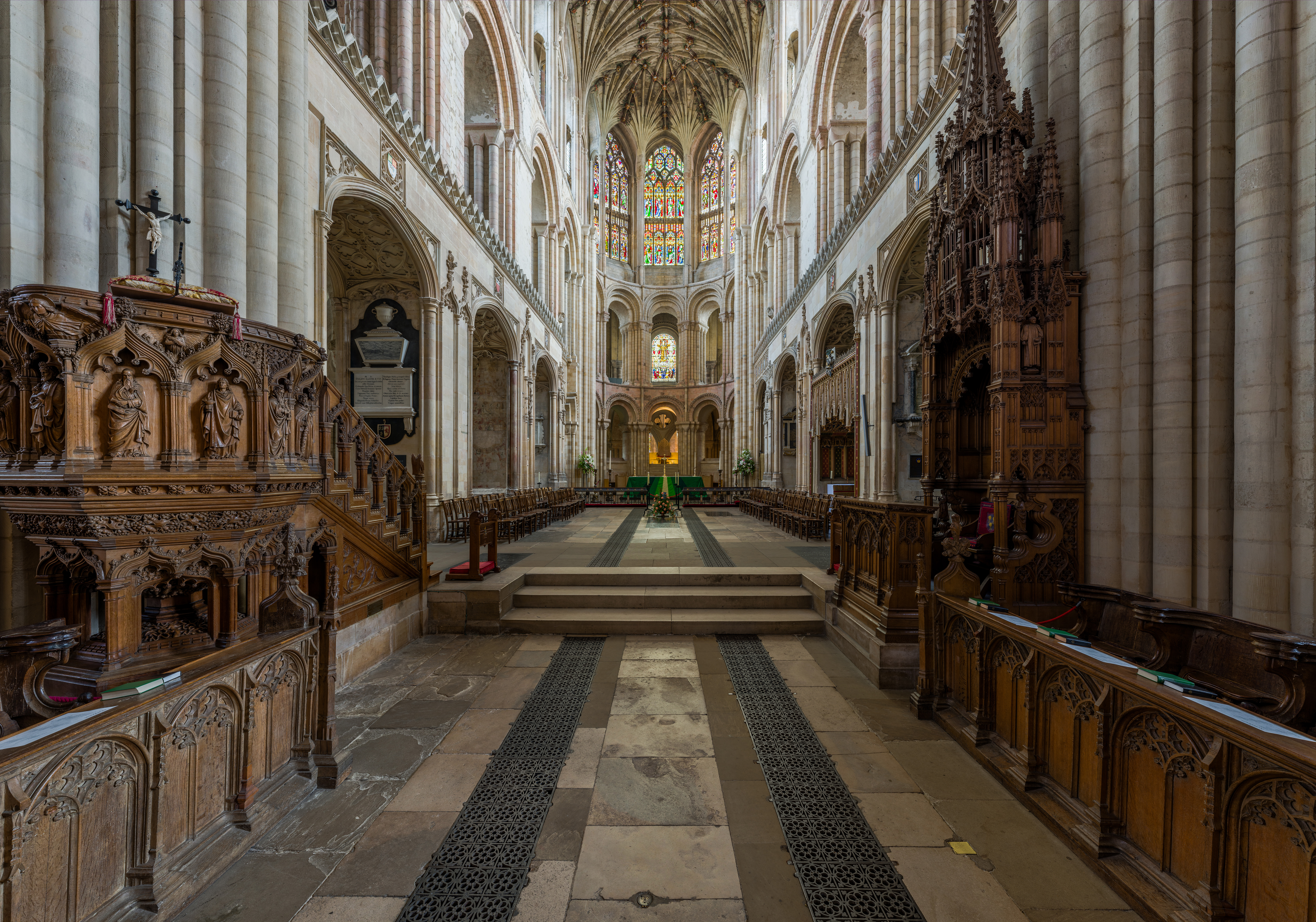
Вид из хоров на пресвитерий
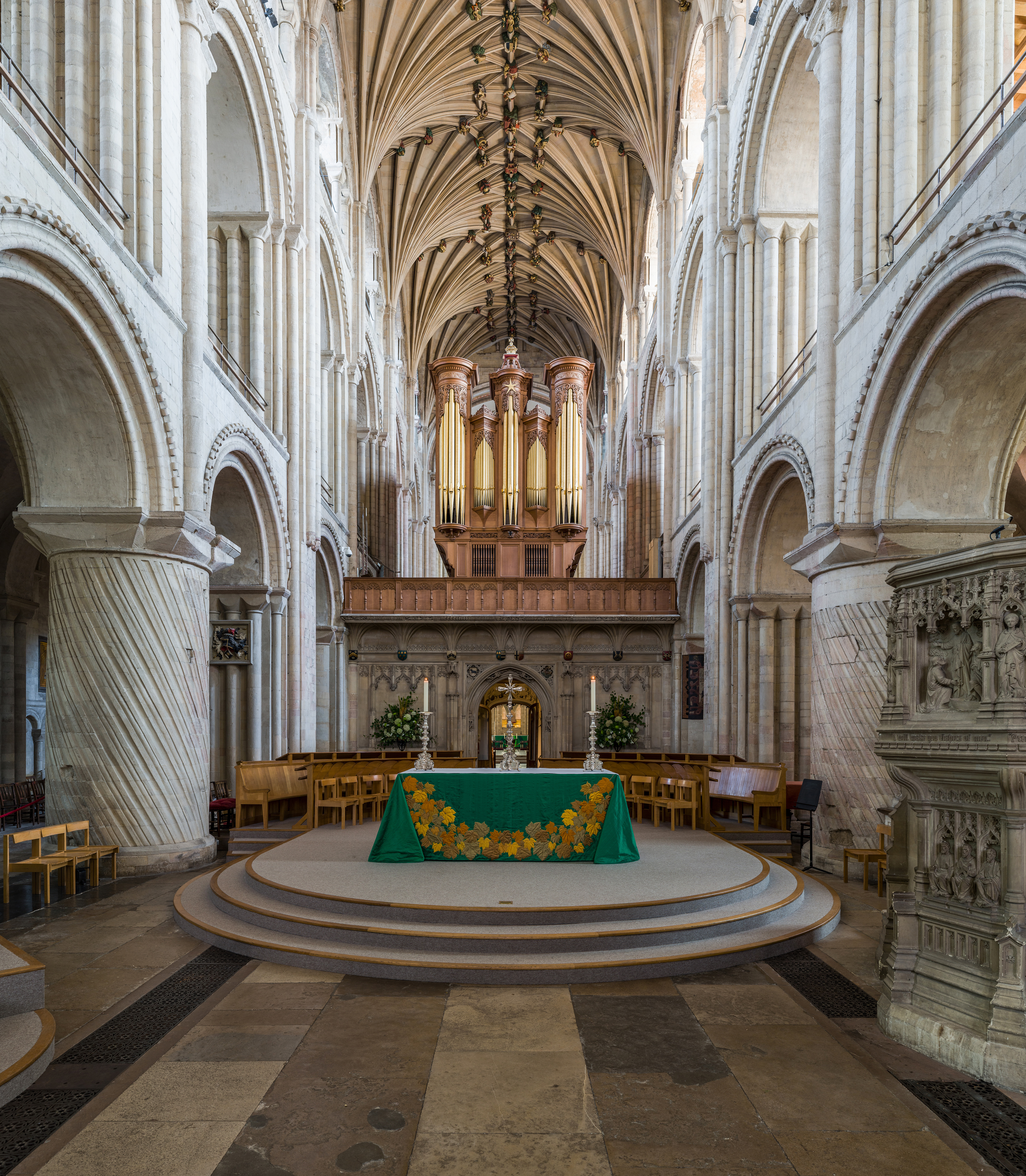
Алтарь
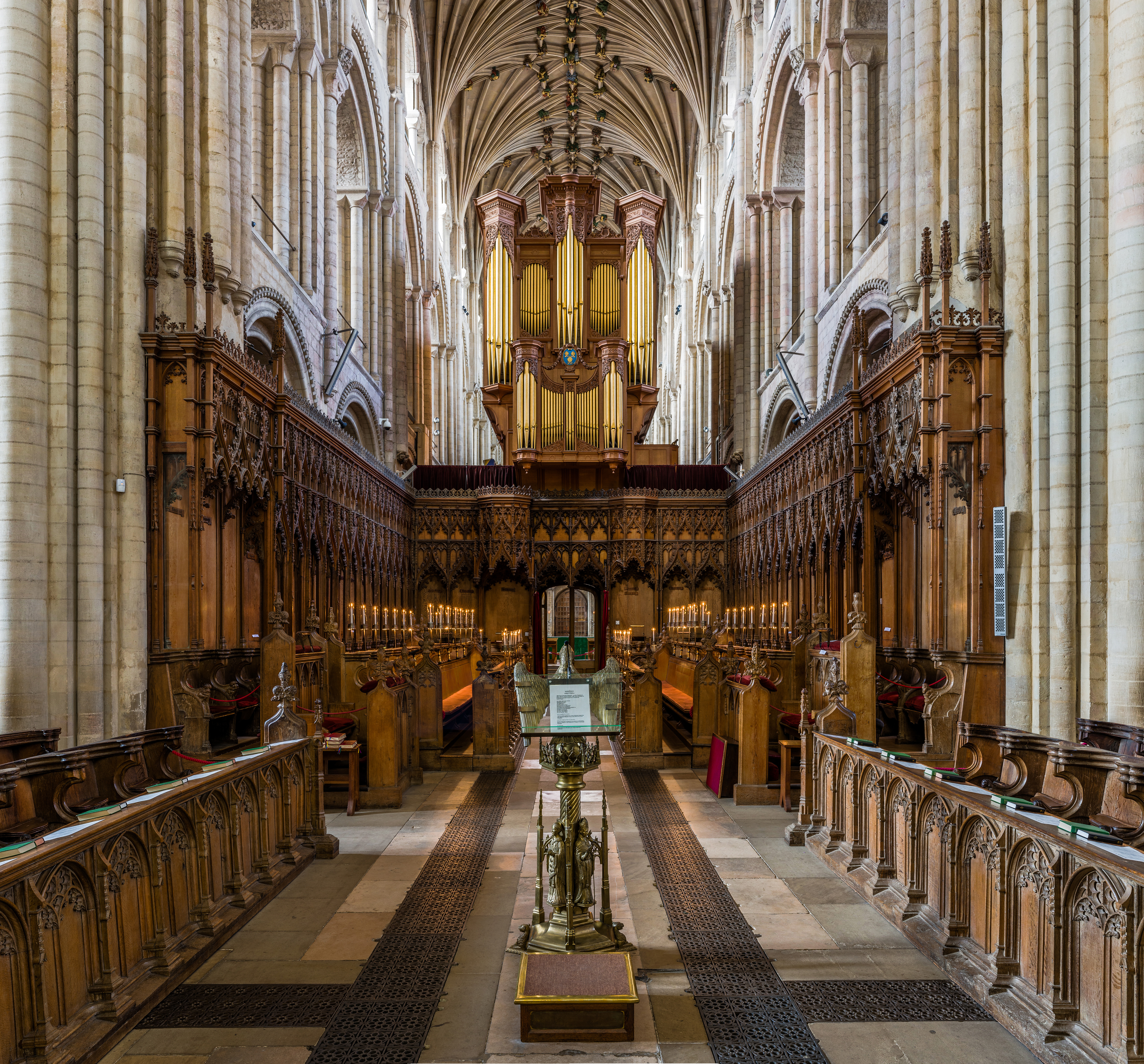
Хоры
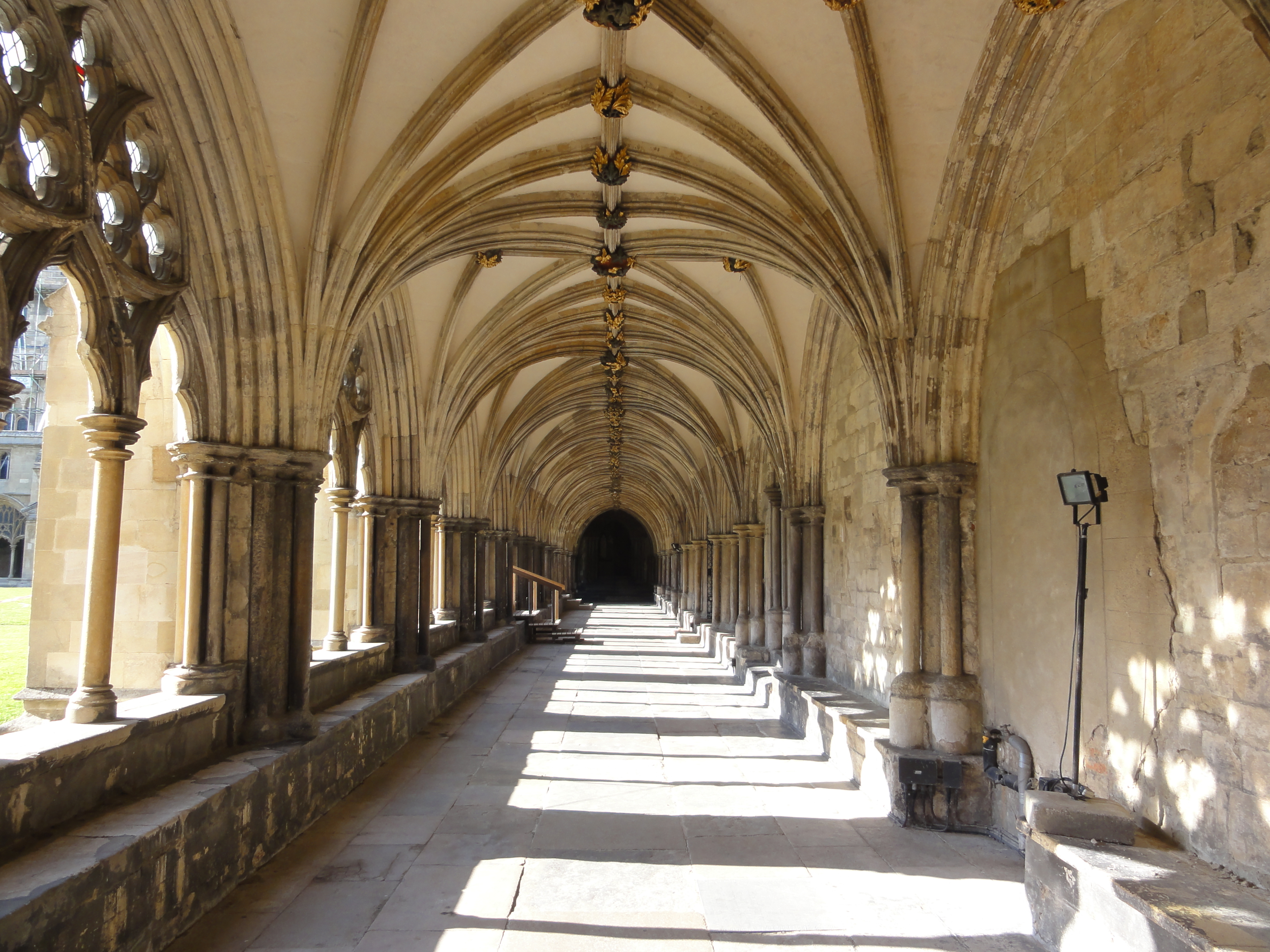
Клуатр
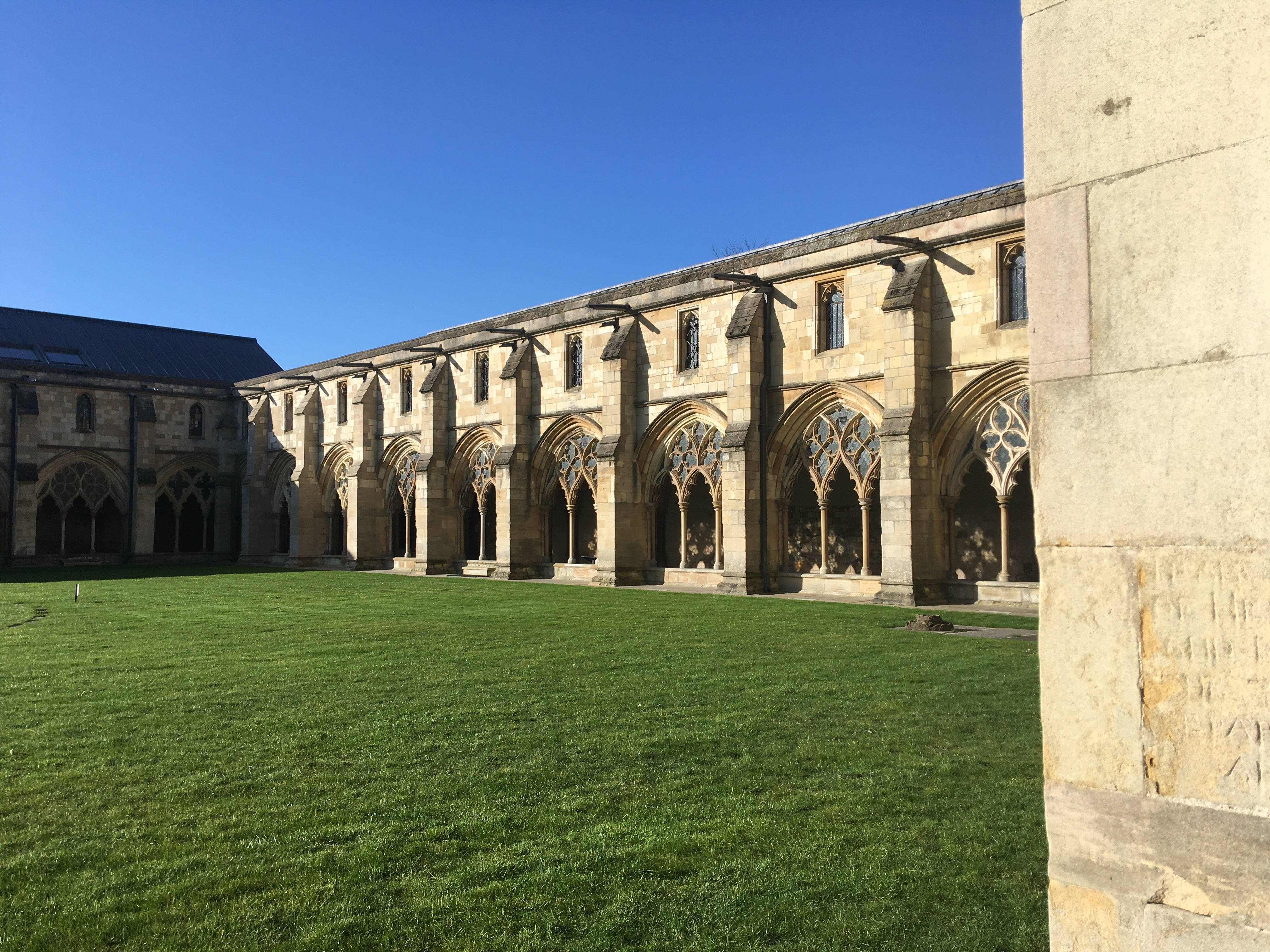
Клуатр весной
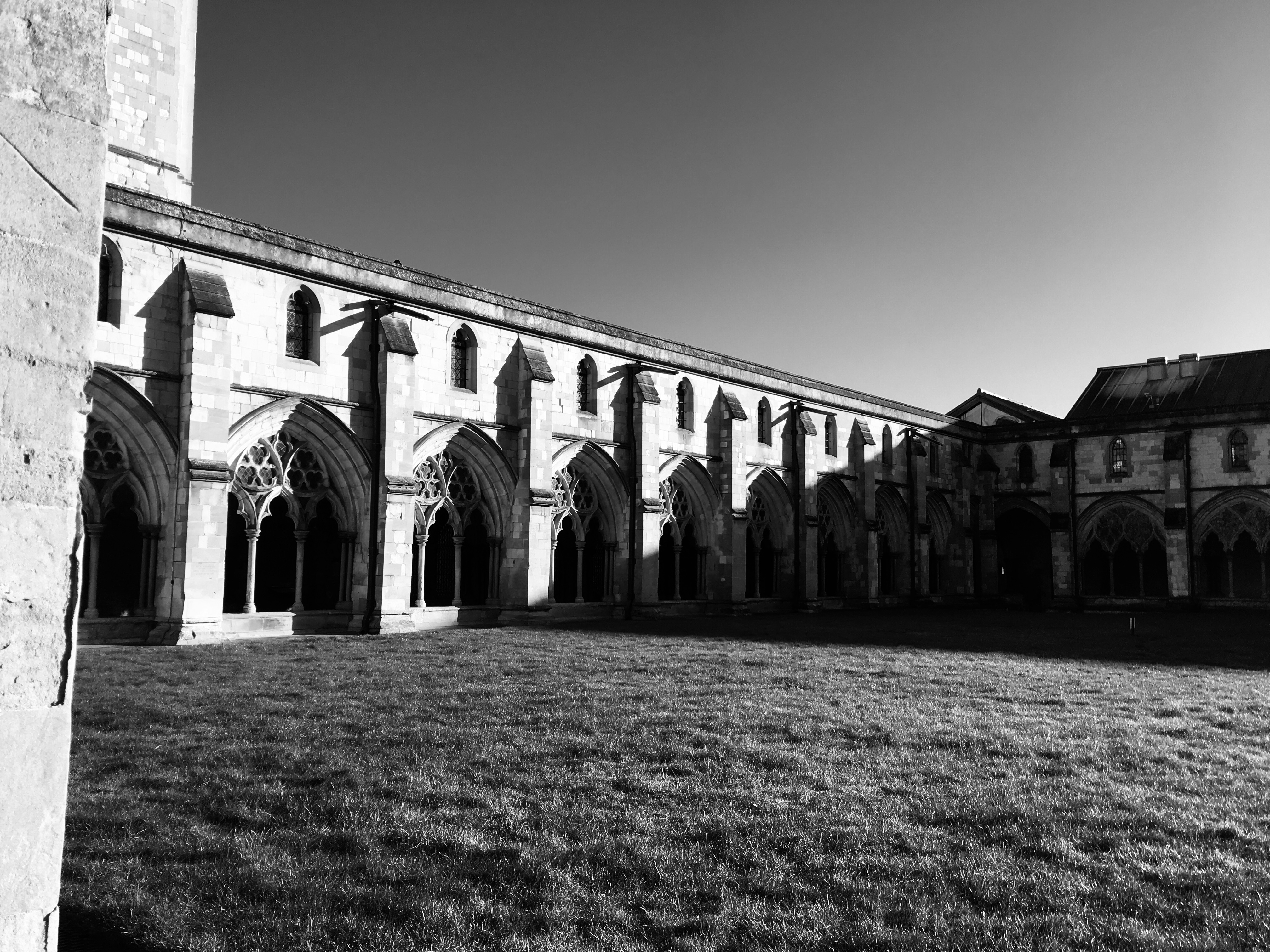
Клуатр в январе 2021 года

## Предметы обстановки
Мизерикордии в Нориджском соборе датируются тремя периодами — 1480, 1515 и серединой XIX века, всего их 61. Тематика различная: мифы, повседневные сценки и портреты.
В капелле св. Луки находится заалтарный образ конца XIV века, так называемое «Деспенсерово Ретабло», названное по имени епископа Нориджского Генри ле Деспенсера (1369—1406). Его войска успешно подавили в Норфолке крестьянское восстание Уота Тайлера (1381 года), и, вероятно, ретабло было заказано в благодарность богу. На нескольких щитах изображены гербы боровшихся с восстанием. Ретабло вновь обрели в 1847 году, потому что некоторое время до того оно, перевёрнутое, служило крышкой стола.
Медная купель подарена собору закрытой в 1994 году нориджской кондитерской фабрикой концерна «Rowntree's», где служила котлом для варки шоколада.
С 2013 года в соборе найдено и описано множество средневековых граффити, в том числе ноты для органа, нацарапанные на четырёх линейках нотного стана.

## Окрестности

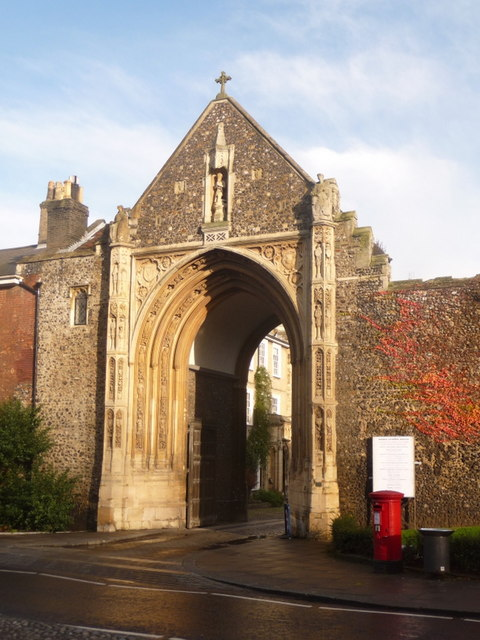
Ворота Эрпингема

На территории бывшего монастыря можно найти постройки XV—XIX веков, остатки монастырского лазарета и площадь Олмери, на которой располагалась англосаксонских времён церковь св. Этельберта, сгоревшая дотла в 1272 году. Также в окрестностях собора находятся Нориджская школа, памятники Веллингтону и Нельсону и могила Эдит Кэвелл. Примыкающий к собору округ выделяется необычной величиной — 85 акров (340 000 м2) — и тем, что он расположен внутри городских стен, занимая, таким образом, десятую часть города.
В стенах имеется двое ворот. Ворота Этельберта называются по вышеупомянутой англосаксонской церкви, и оригинал их уничтожен в 1272 году в ходе бунта, а нынешние построены в начале XIV века. Над воротами располагалась часовня св. Этельберта, стены которой украшены инкрустацией. В 1420 году Томас Эрпингем выстроил против западного портала собора другие ворота, которые носят его имя.

## Музыка

### Орган и органисты
Первый орган собора упоминается в XIV веке, с тех пор в нём были выстроены инструменты таких прославленных мастеров как Даллам и Ренатус Харрис. Нынешний инструмент построен местной фирмой «Norman and Beard» в 1899 году, но в 1938 повреждён пожаром, после чего восстановлен. В 1969 году к нему был добавлен регистр цимбельштерн из шести колокольчиков на вращающемся колесе в виде звезды.
Орган расположен в корпусе на преграде и в трифориях, является третьим по величине церковным органом в Британии. Он состоит из 107 регистров в шести 61-голосных подразделениях для мануалов (Позитив, Хор-швеллер, Хауптверк первый, Хауптверк второй, Швеллер и Соло) и 32-клавишной педали. Самый низкий регистр — 32-футовые открытые деревянные, регистр Туба Соло работает под давлением воздуха 18 дюймов (46 см) водяного столба.
Список органистов Нориджского собора ведётся с 1542 года, когда на эту должность назначен Томас Греве (англ. Thomas Grewe), но известны и несколько более ранних имён. Самое раннее, в 1313 году — Адам Органист, в XV веке — Томас Уэйт (англ. Thomas Wath) и Джон Скарлет (англ. John Skarlette). Среди наиболее известных — композитор XVI века Томас Морли.

### Хор

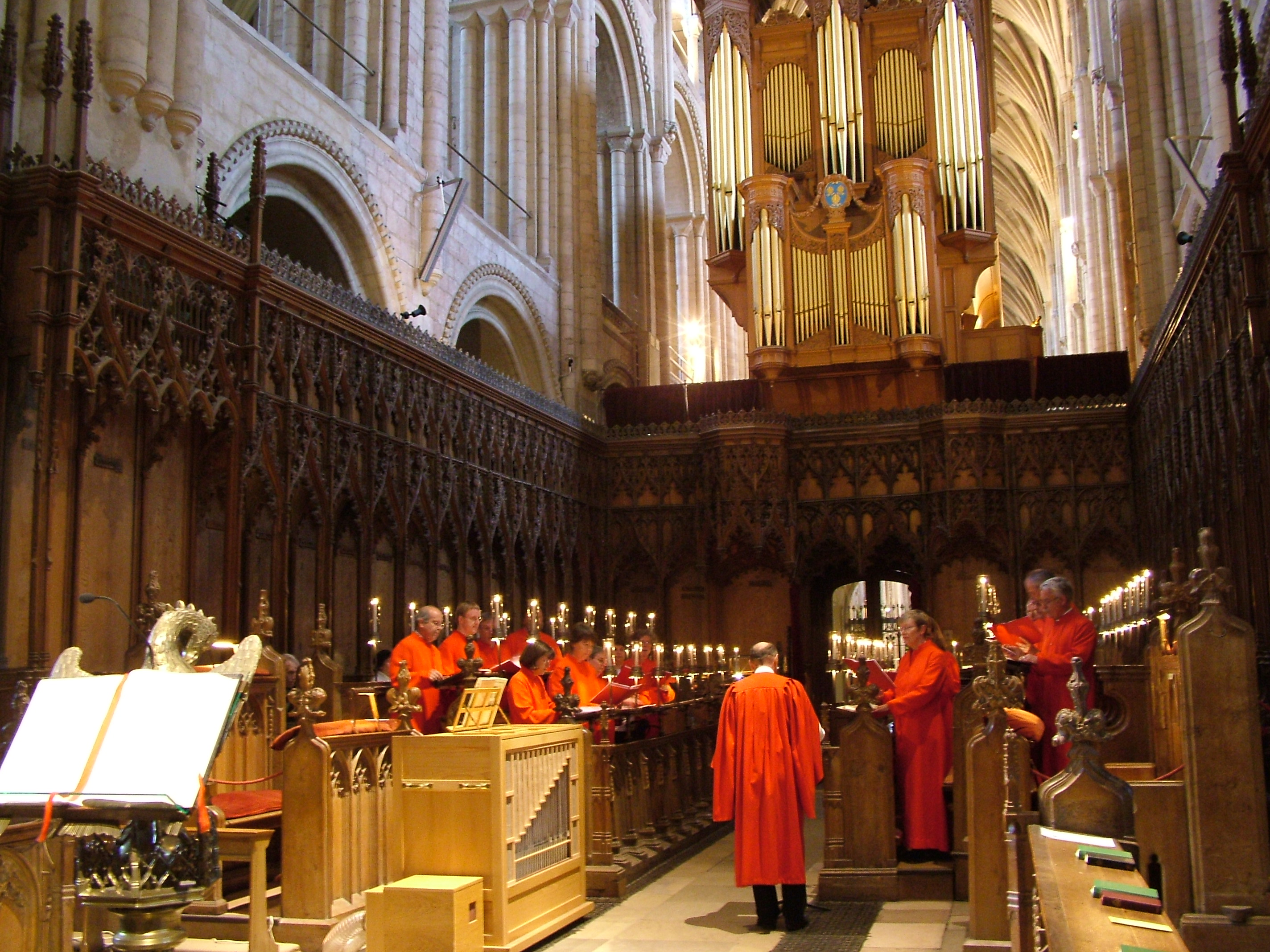
Хор Нориджского собора (2004)

В хоре поют 12 взрослых певцов (из них 6 студентов университета Восточной Англии), 16 мальчиков (7—13 лет) и 24 девочки (с 1995 года, в возрасте 11—18 лет). Мальчики посещают нориджскую школу, и по крайней мере половина платы за их обучение вносится соборным фондом, девочки набираются из местных школ. Мужской хор поёт пять служб в неделю, в сопровождении хора девочек проходит одна служба в неделю по четвергам (причём через одну с ними поёт взрослый хор) и по крайней мере одна воскресная служба в семестр. В Пасху и Рождество служб с хором больше.
Хоры поют в других церквях, издают записи и гастролируют, в том числе за границу (США, Мальта, Норвегия, Нидерланды).

## В кинематографе
- В соборе в 1971 году BBC снимала рождественскую историю с привидениями  «Алтарь Барчестерского собора» (англ. The Stalls of Barchester) по одноимённому рассказу Монтегю Родса Джеймса.[источник не указан 1563 дня]
- Собор вместе с другими нориджскими церквями фигурирует в документальном фильме BBC (ведущий Джон Бетчеман) «Страсть к церквям[англ.]» (1974)[22].
- Собор и епископский дворец принимали участие в съёмках документальных фильмов телеканала BBC Four «Средневековое мышление: как построить собор» (англ. The Medieval Mind: How to Build a Cathedral, 2012), «В поисках потерянной рукописи: Юлиан из Норвича» (англ. The Search for the Lost Manuscript: Julian of Norwich, 2016) и «Тюльпанная лихорадка» (2017).
- В соборе снимался фильм «Джек — покоритель великанов» (2013)[23].

## Погребения
Среди прочих в Нориджском соборе похоронены:
- Роджер Биго, нормандский рыцарь (ум. 1107)
- Вильям из Норвича, святой мученик, ребёнок (ум. 1144)
- Джон де Грей, епископ нориджский (1200—1214)
- Томас Эрпингем, рыцарь (ок. 1355—1428)
- Эдит Кэвелл, медсестра, расстрелянная во время Первой мировой войны (1865—1915)

## Детали

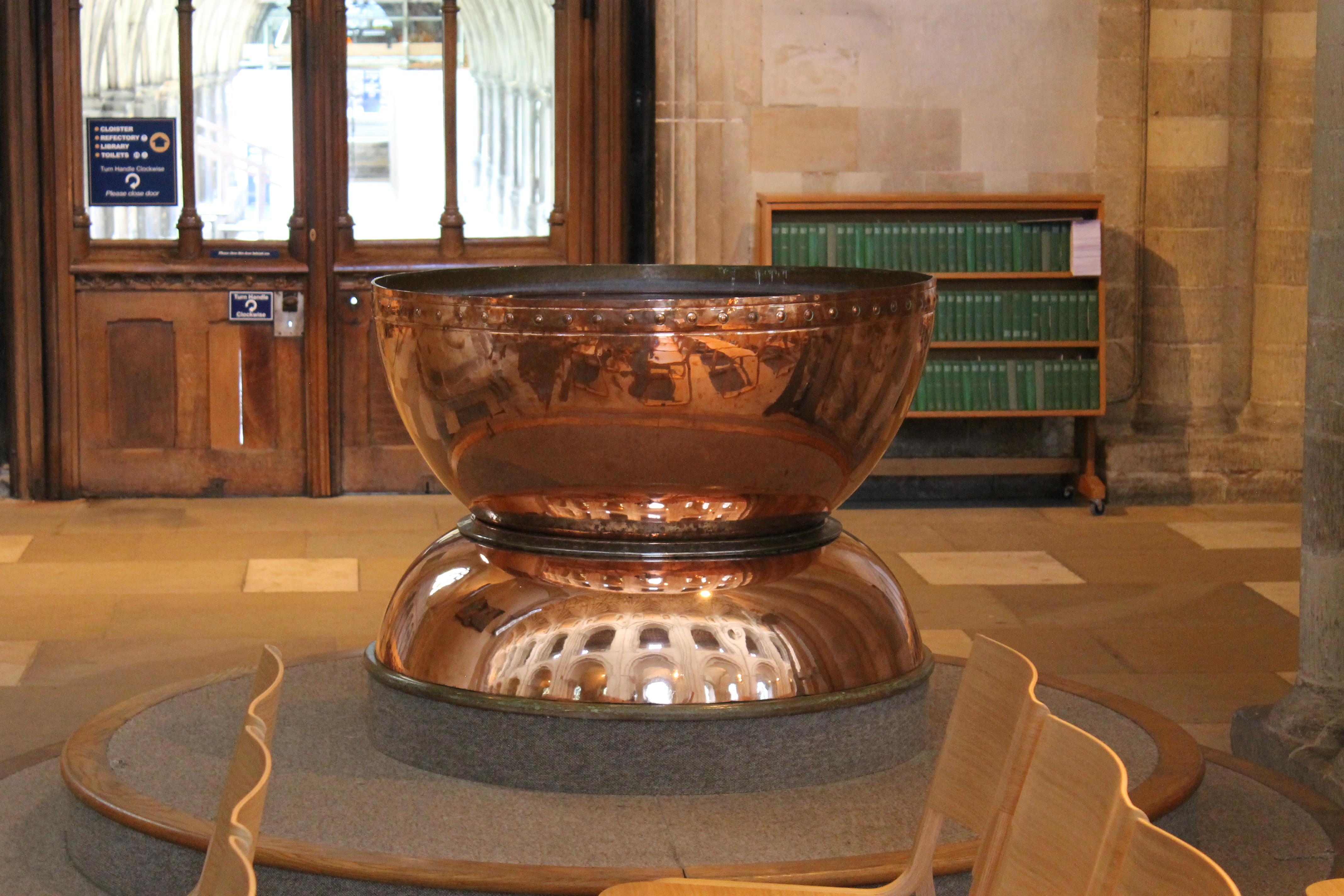
Купель
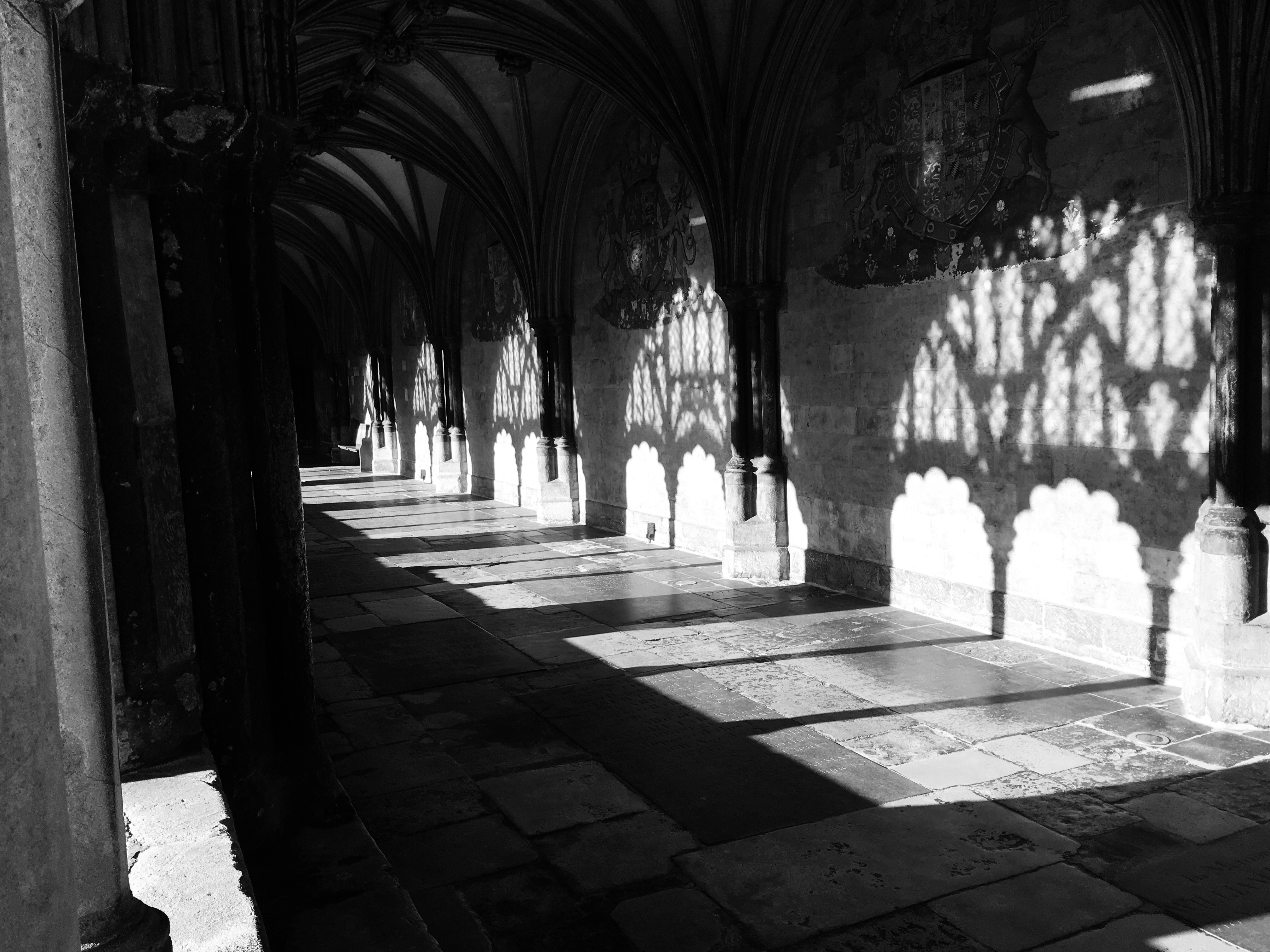
Девиз ордена подвязки «Honi soit qui mal y pense» («Пусть стыдится подумавший плохо об этом») на стене клуатра
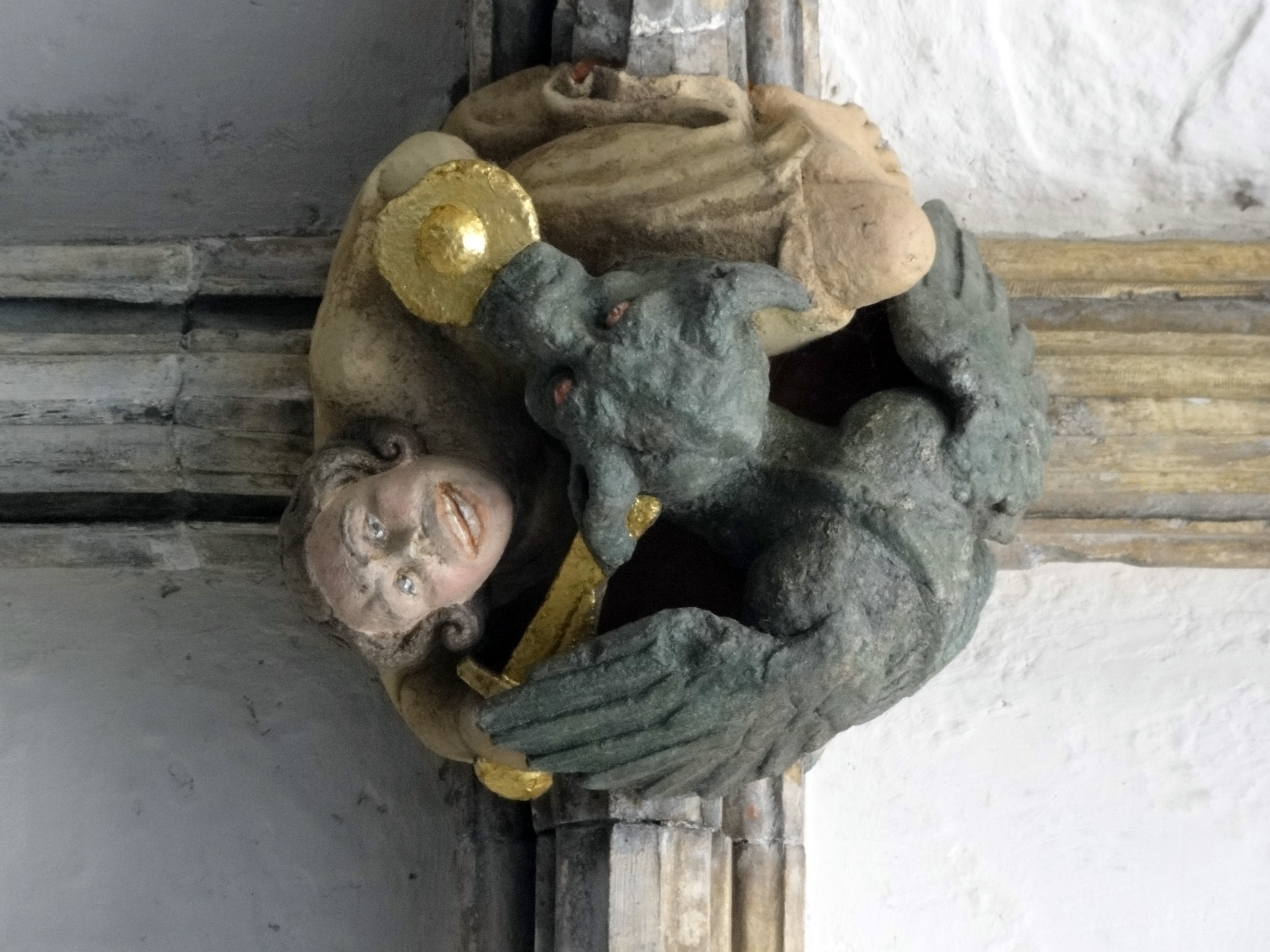
Драконоборец (деталь клуатра)
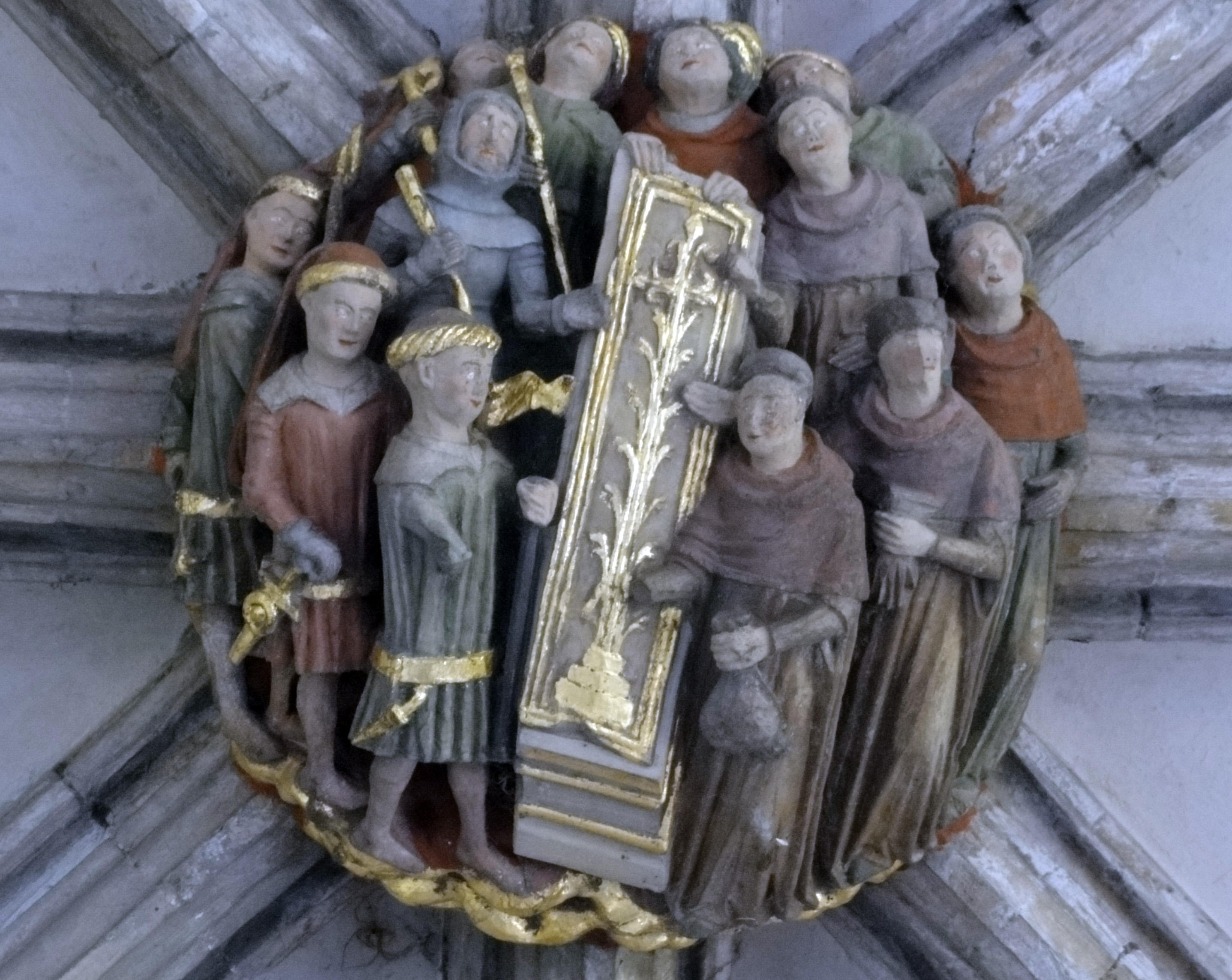
Верные (деталь потолка кулатра)
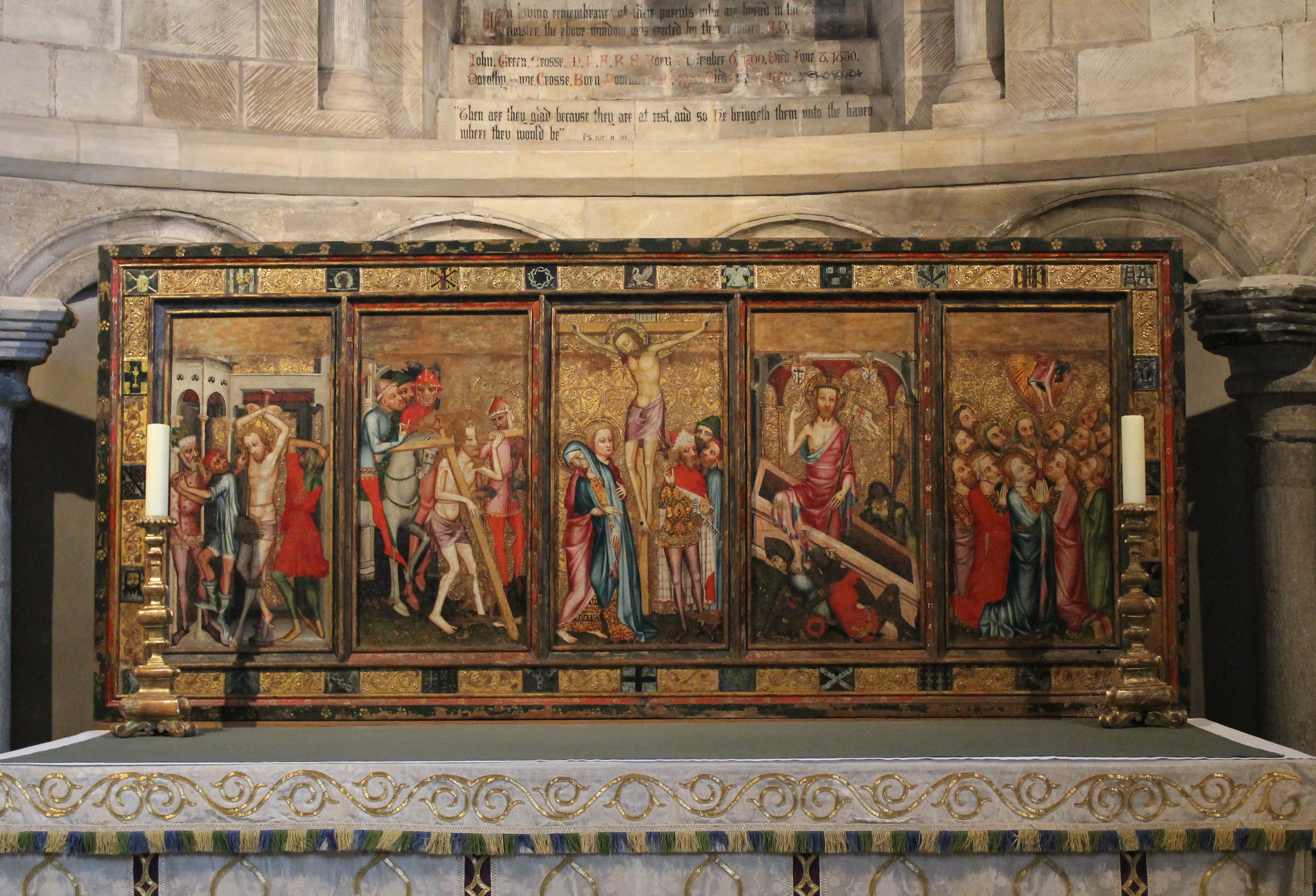
Ретабло, на пяти панелях смерть и воскресение Христа, конец XIV века
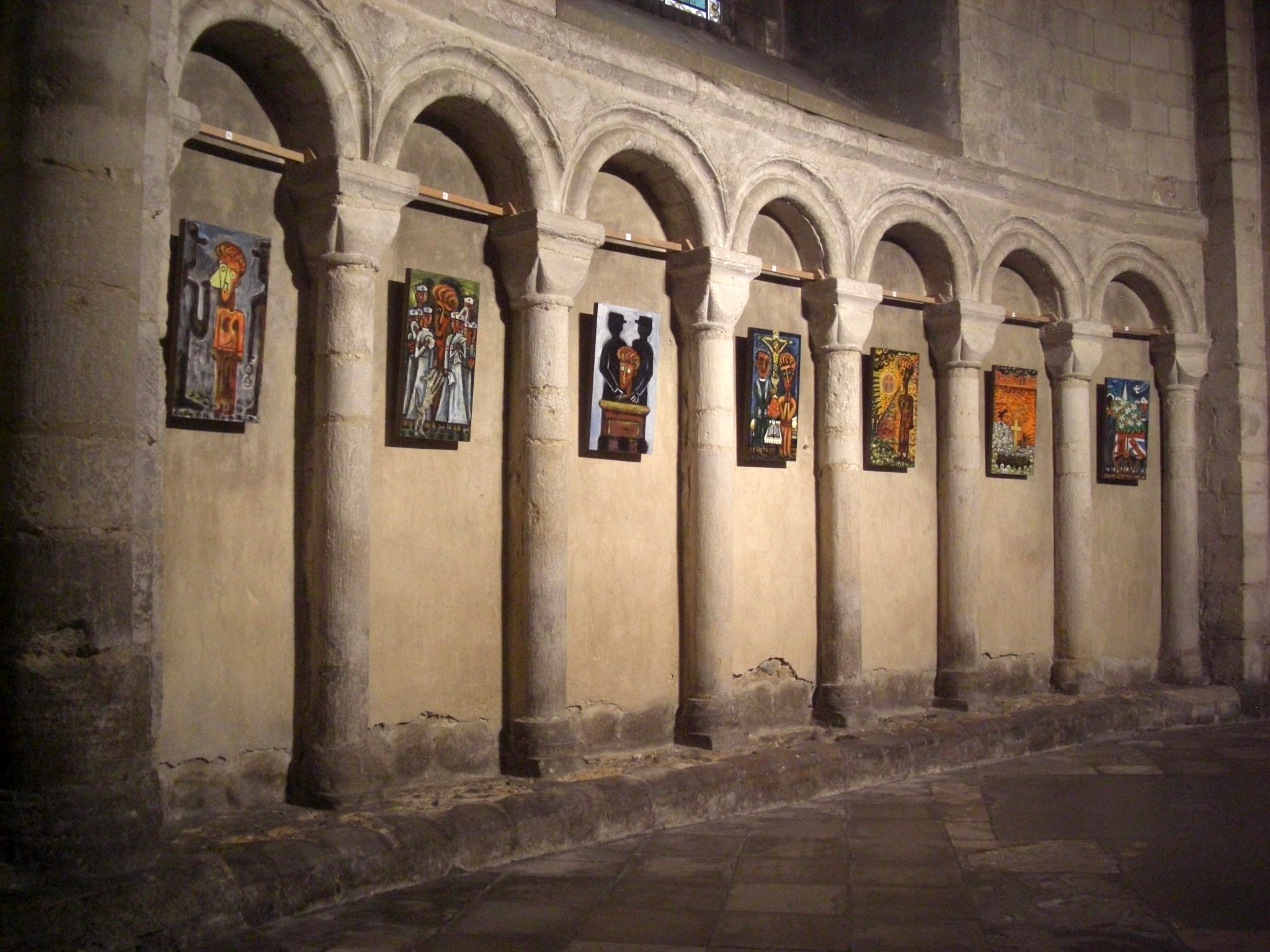
Мучения Эдит Кэвелл (7 из 14, худ. Брайен Уэлан[англ.]) выставляются в октябре
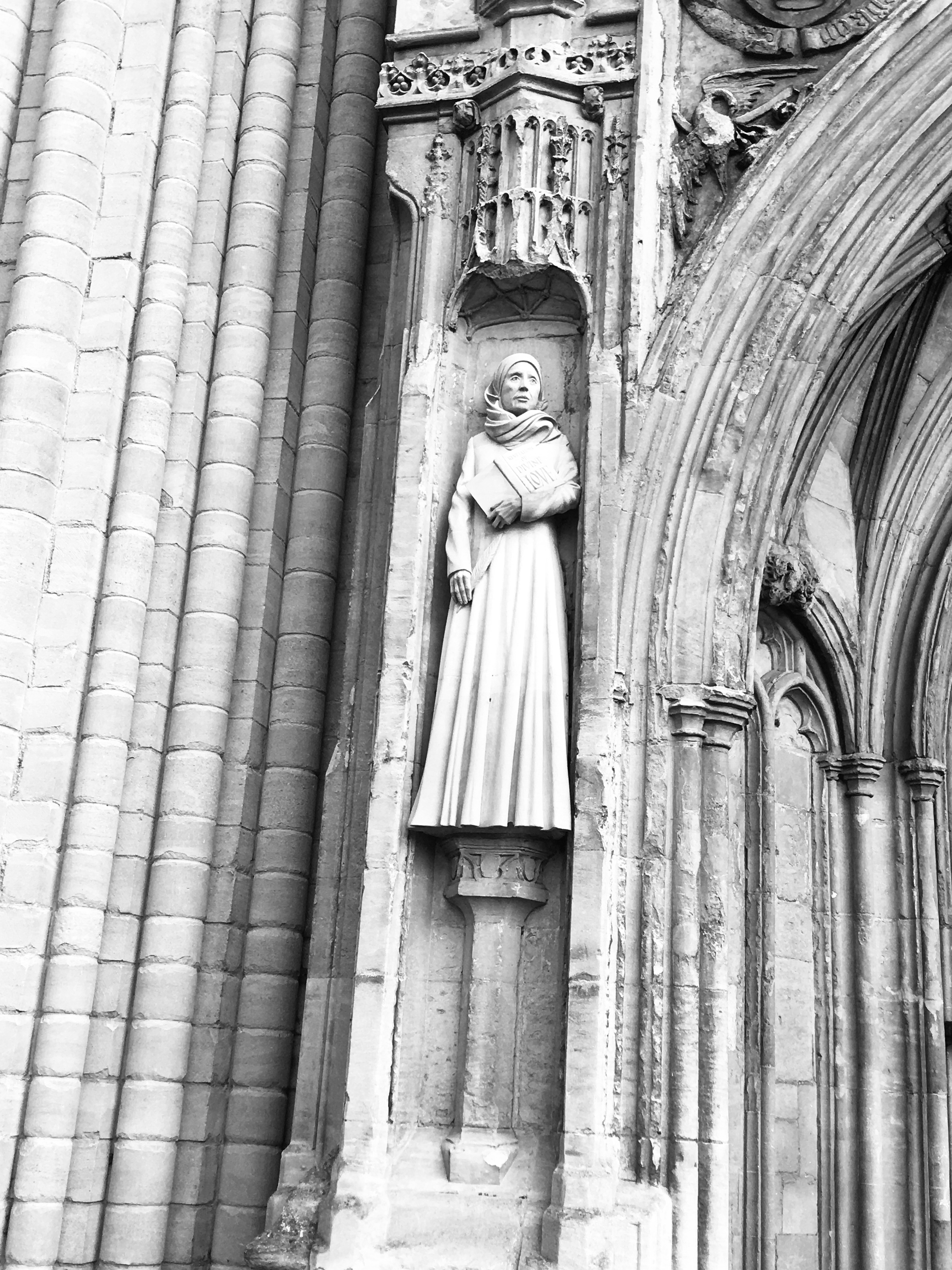
Юлиана Нориджская слева от главного входа
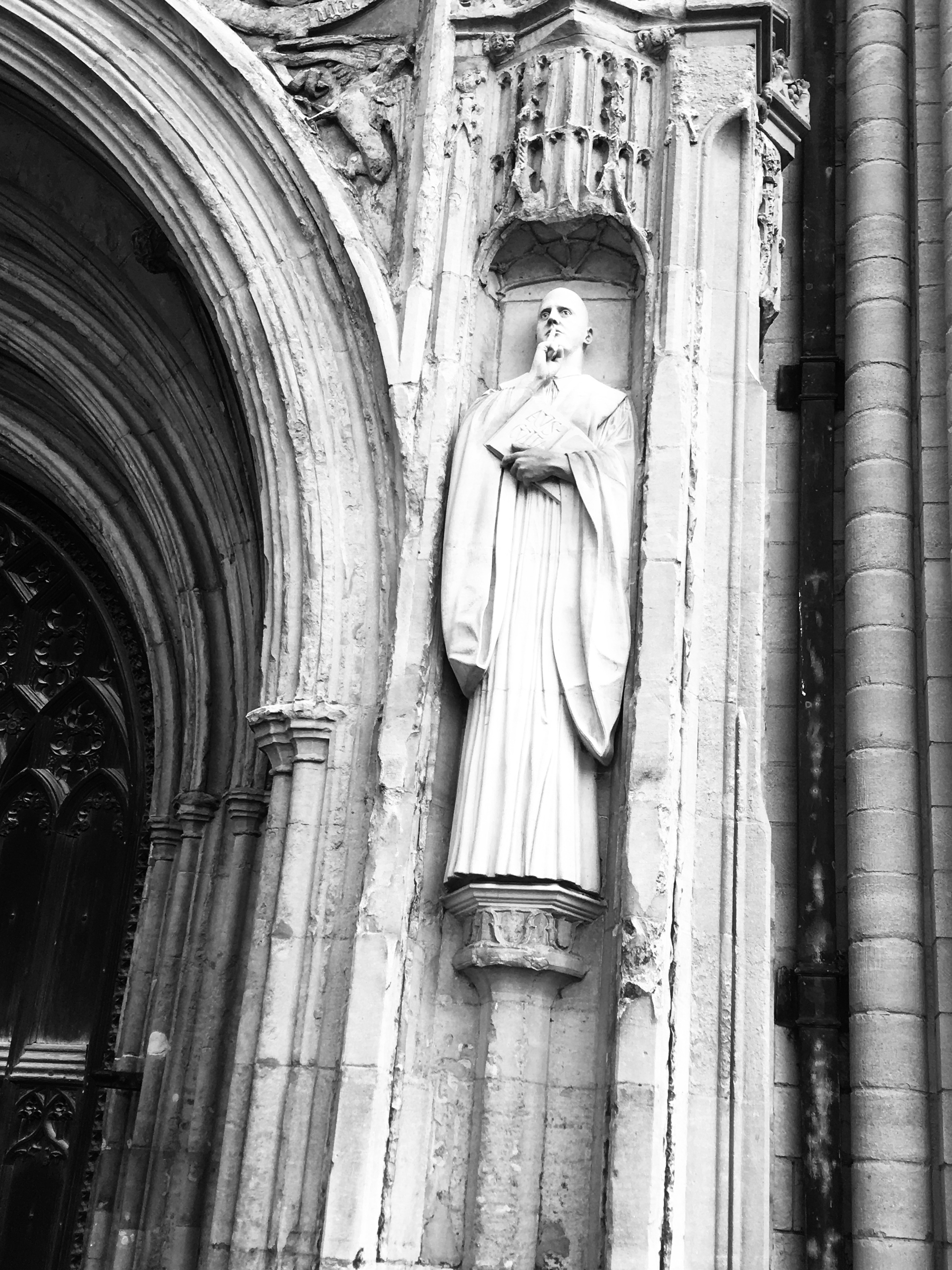
Св. Бенедикт справа от главного входа